# 弗兰克·摩根
弗朗西斯·菲利普·伍珀曼（英語： Francis Phillip Wuppermann，1890年6月1日—1949年9月18日），艺名弗兰克·摩根（英語：Frank Morgan），是名美国性格演员，1916年开始出演默片，一直到1940年代的有声电影中都有他的身影，名作为《绿野仙踪》（1939）。

## 生平
摩根于1890年6月1日出生于纽约市，母亲名叫约瑟芬·赖特（Josephine Wright，娘家姓Hancox），父亲是乔治·迪奥格拉西亚·伍珀曼（George Diogracia Wuppermann）。他是家里11个孩子中最小的，有5个哥哥和5个姐姐。老伍珀曼出生于委内瑞拉，在德国汉堡长大，有德国和西班牙血统，其母出生在美国，有英国血统。他的兄弟拉尔夫·摩根也是一名演员。他们家通过卖安格斯特拉苦酒赚了钱，使他得以进入康奈尔大学就读。在那里，他成为Phi Kappa Psi兄弟会和欢唱合唱团的成员。 
1917年，摩根与約翰·巴里摩共同主演了《拉菲兹：业余神偷》，后来又出演有声电影，擅长扮演糊涂但善良的中年男子。1930年代中期，米高梅与他签下了终身合同。
除去表演外，摩根还从事广播工作。1940年代，摩根与范妮·布莱斯共同主演了广播节目《麦克斯韦庄园咖啡时间》（Maxwell House Coffee Time）。1944年，布莱斯离开后，摩根继续主持改名弗兰克·摩根秀的节目。

## 私生活
摩根于1914年与阿尔玛·穆勒（Alma Muller）结婚，育有一个儿子乔治。他们的婚姻持续到1949年弗兰克去世。摩根的侄女克劳迪娅·摩根也是一位演员。据玛格丽特·汉密尔顿和阿尔让·哈梅茨等摩根的同事，摩根喜欢酗酒。
1949年9月18日，《飞燕金枪》开拍不久后，摩根因心脏病去世。路易斯·卡尔赫恩接替了他的角色水牛比尔。死后，摩根埋葬在布鲁克林的綠蔭公墓。

## 荣誉
摩根曾获两项奥斯卡金像奖提名，一项是《塞利尼事件》（1934年）的最佳男主角奖，另一项是《薄饼坪》（1942年）的最佳男配角奖。他在好萊塢星光大道上有两颗星，分别纪念他在电影和广播界的贡献。